# Czwarte miejsce przy stole
Czwarte miejsce przy stole – książka Horsta Mönnicha, będąca adaptacją powstałego w 1962 roku słuchowiska. Opowiada o losach niemieckiej rodziny spod Gdańska, rozdzielonej w marcu 1945 roku w trakcie działań wojennych. Swoją opowieść autor oparł na losach Else Peatzold z Celbowa, która przez 20 lat walczyła o połączenie jej rozdzielonej w 1945 roku rodziny.
Historia ta jest uosobieniem wielu podobnych wojennych dramatów pomorskich rodzin dotkniętych okrucieństwem wojny. Książka zainspirowała niemieckiego reżysera Volkera Koeppa do nakręcenia filmu dokumentalnego pt. Söhne (Synowie). Na Międzynarodowym Festiwalu Filmów Dokumentalnych w Nyon film ten otrzymał pierwszą nagrodę: Grand Prix Vision du Réel.